# Said Mohammad Gulabzoi
Said Mohammad Gulabzoi (Paktiyā, 1951) es un militar y político afgano.

## Familia y educación
De familia pastún, el padre de Said Mohammad era un líder tribal.
En el colegio de la Fuerza Aérea en Kabul estudió mecánica de la aviación. Entre 1976-77 estudió cursos en la Unión Soviética. En 1980 recibió el magíster en leyes estudiándolo por correspondencia de la URSS. Es también magíster en ciencia militar.

## Carrera militar
Sirvió en la Fuerza Aérea de Afganistán en los regimientos de transporte estacionadas en Mazari Sharif y Kabul, con el rango de sargento. En 1968 se unió al Partido Democrático Popular de Afganistán (PDPA). En 1973 participó activamente en el golpe de Estado llevó al poder al Gral. Mohammed Daud Khan, deteniendo a los altos oficiales que permanecieron fieles al rey Zahir Shah. Fue ascendido a oficial y nombrado ayudante del Comandante de la Fuerza Aérea.

## Gobierno revolucionario
Participó en la Revolución de abril de 1978, durante la cual fue herido, estando hospitalizado hasta el 21 de mayo. Se convirtió en miembro del Consejo Revolucionario y del Comité Organizador para el Trabajo del Partido en el Ejército, así como asesor del presidente Nur Mohammad Taraki. El 8 de julio fue nombrado ministro de las comunicaciones.

## Lucha contra Amín
Cuando el primer ministro Hafizullah Amín dio un golpe de Estado el 14 de septiembre de 1979, Gulabzoi, Mohammad Aslam Watanjar y Asadulá Sarvari se dirigieron a la embajada soviética, donde trataron de organizar la resistencia a Amín. Sin embargo, el embajador soviético les prohibió usar el teléfono, y se trasladaron a la embajada de Checoslovaquia, donde se encontraron con una actitud similar. Los diplomáticos intentaban mantenerse neutrales por la confusión de la situación y para no estropear las relaciones con las autoridades afganas. Gulabzoi, fue destituido oficialmente de sus cargos al día 16.
Gulabzoi, Watanjar y Sarvari pasaron a la clandestinidad. Establecieron contacto con la inteligencia soviética, que llevó a cabo la «Operación Arco Iris» para rescatar a la oposición de la persecución del dictador Amín. Gulabzoi vivió escondido hasta que, por el peligro de ser descubierto, salió clandestinamente del país el 19 de septiembre hacia Bulgaria, para luego trasladarse a la URSS.
En algún momento de diciembre de 1979 regresó a Afganistán y guio a las fuerzas soviéticas especiales durante el asesinato de Amín.

## De nuevo en el gobierno
Con el derrocamiento de Amín, Gulabzoi volvió a ser miembro del Consejo Revolucionario. El 28 de diciembre de 1979 fue nombrado ministro del interior (confirmado el 11 de enero de 1980). Desde este último puesto formó una policía especial, los zarandoi, que estaban directamente bajo su control. Gulabzoi gustaba de participar personalmente en las operaciones contra los muyahidín (guerrilleros islamistas). En 1980 fue nombrado miembro del Comité Central del PDPA. En 1983 fue ascendido a General. En 1987 se incorporó al Buró Político del PDPA.

## Diplomacia y exilio
En octubre de 1988 dejó de ser ministro y miembro del Buró Político, y el 25 de noviembre fue nombrado embajador de Afganistán en la URSS. El nuevo presidente, Mohammad Najibulá, lo destituyó porque mientras él era moderado, Gulabzoi era dirigente del ala más radical del Partido.
En marzo de 1990 tuvo lugar un intento de golpe de Estado por parte del Tte. Gral. Shah Navaz Tanai y Najibulá acusó a Gulabzoi de formar parte del complot, por lo que fue destituido y Gulabzoi se mantuvo en la URSS como exiliado. Vivió en Moscú hasta el derrocamiento del régimen talibán.

## Actualidad
En 2005 ganó las elecciones en la provincia de Khost y fue elegido para la cámara baja. En 2007 se unió al Consejo Supremo del Frente Nacional Unido - junto con el ex muyahidín Burhanuddin Rabbani, el mariscal Mohammad Fahim, el general Nur ul-Haq Ulumi y otros políticos destacados. Es también miembro del Comité de Seguridad Interna.

## Otros datos
- Gulabzoi habla su natal pashto y dari y ruso.
- Gulabzoi fue condecorado con la Orden de la Revolución de Abril, condecoración más alta, y la Orden de la Bandera Roja, tercera condecoración más alta del Afganistán socialista.